# جاك هاربر (لاعب كرة قاعدة أمريكي)
جاك هاربر (بالإنجليزية: Jack Harper)‏ هو لاعب كرة قاعدة أمريكي، ولد في 2 أبريل 1878 في بنسيلفانيا في الولايات المتحدة، وتوفي في 30 سبتمبر 1950 في جيمستاون في الولايات المتحدة.

## وصلات خارجية
- جاك هاربر (لاعب كرة قاعدة أمريكي) على موقعبيزبول رفرنس.كوم (الدوري الرئيسي) (الإنجليزية)
- جاك هاربر (لاعب كرة قاعدة أمريكي) على موقع جمعية أبحاث البيسبول الأمريكية (الإنجليزية)